# Valerian Sokolov
Pour les articles homonymes, voir Sokolov.

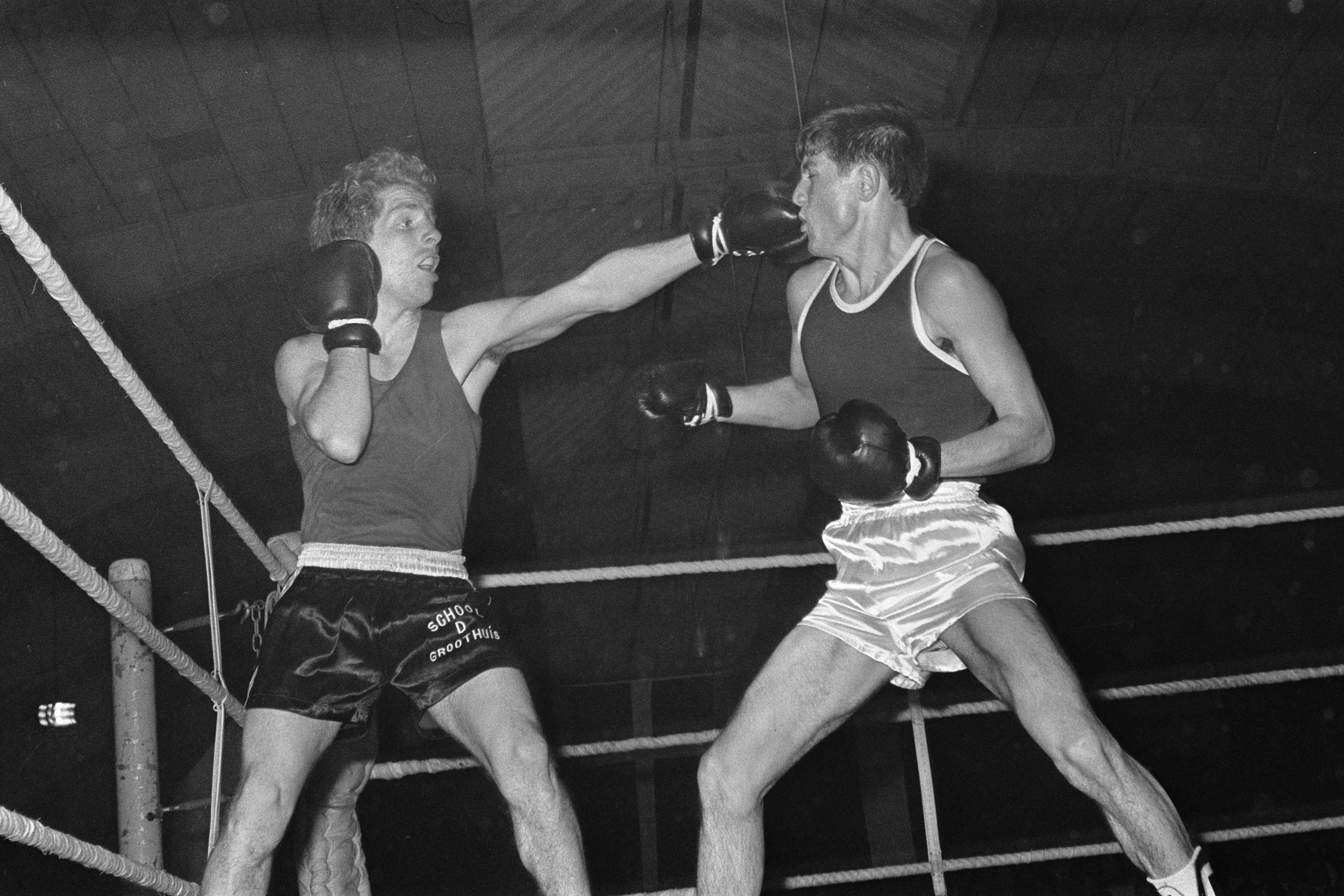

Valerian Sergueïevitch Sokolov (en russe : Валериан Сергеевич Соколов) est un boxeur soviétique né le 30 août 1946 à Shibaylovo, république socialiste soviétique autonome tchouvache.

## Carrière
Il devient champion olympique aux Jeux de Mexico en 1968 dans la catégorie poids coqs après sa victoire en finale contre l'Ougandais Eridadi Mukwanga.

## Parcours auxJeux olympiques
Jeux olympiques d'été de 1968 à Mexico (poids coqs) :
- Bat Rafael Archundia (Équateur) aux points 3-2
- Bat Mickey Carter (Grande-Bretagne) par KO au 2e round
- Bat Samuel Mbugua (Kenya) aux points 5-0
- Bat Eiji Marioka (Japon) aux points 5-0
- Bat Eridadi Mukwanga (Ouganda) par arrêt de l'arbitre au 2e round